# Jeff Lacy
Jeffrey Scott Lacy (ur. 12 maja, 1977 na Florydzie) – amerykański bokser wagi super średniej, były zawodowy mistrz świata IBF oraz IBO.

## Kariera amatorska
Jako amator stoczył ponad 210 walk. Największym jego amatorskim sukcesem, było dotarcie do ćwierćfinału podczas Igrzysk w Sydney. Przed ćwierćfinałem pokonał m.in. Polaka Pawła Kakietka (21-7).

## Kariera zawodowa
Karierę zawodową rozpoczął w 2001 roku. Pierwszy poważniejszy test w karierze zaliczył w 2004r.  walcząc z Ukraińcem Witalim Tsypko. Stawką walki było prawo walki o MŚ IBF. Walka zakończyła się już w 2 rundzie, i została uznana za nieodbytą, ponieważ doszło do rozcięcia na twarzy Ukraińca, którego powodem było zderzenie głowami.
W walce o wakujący po Svenie Ottke tytuł IBF, Lacy zmierzył się z Sydem Vanderpoolem. Walka odbyła się 2 października 2004 roku i była bardzo wyrównana. Początek należał do Vanderpoola, lecz w drugiej połowie kontrolę w ringu przejął Lacy. Ostatecznie walka zakończyła się zwycięstwem Lacy'ego przez TKO w 8 rundzie. Do czasu przerwania walki, Lacy prowadził na punkty u wszystkich sędziów. 4 grudnia 2004 roku przystąpił do pierwszej obrony mistrzostwa świata IBF, jego przeciwnikiem był Omar Sheika. Walka była zacięta i wyrównana, Lacy osiągnął lekką przewagę w końcowych rundach i zapewnił sobie zwycięstwo na punkty (117-111, 115-113, 115-113).
5 marca 2005 roku stanął do drugiej obrony pasa IBF. Rywalem Clouda był Rubin Williams, a walka odbyła się w Las Vegas. Po osiągnięciu lekkiej przewagi, Lacy zaczął przełamywać rywala, aż w końcu w 7 rundzie sędzia postanowił przerwać pojedynek, ogłaszając zwycięstwo Lacy'ego przez techniczny nokaut. 6 sierpnia 2005 roku w kolejnej obronie pasa, zmierzył się z byłym mistrzem świata WBC, Robinem Reidem. Lacy totalnie zdominował rywala, aż czterokrotnie posyłając go na deski w przebiegu całej walki. Ostatecznie Lacy zwyciężył przez TKO w 7 rundzie, gdy Reid został poddany przez narożnik. W chwili przerwania walki Lacy bardzo wysoko prowadził na punkty u wszystkich sędziów: (70-57, 70-57, 70-57).
5 listopada 2005 roku pretendentem do tytułu IBF był Scott Pemberton, a stawką walki były pasy IBF, oraz IBO. Po dobrej 1 rundzie w wykonaniu pretendenta, Lacy w 2 rundzie zaczął dochodzić do głosu, posyłając go dwukrotnie na deski. Sędzia wyliczył Pembertona, ogłaszając zwycięstwo Lacy'ego przez nokaut w 2 rundzie.

### Lacy vs Calzaghe
Do walki doszło 4 marca 2006 roku w Manchesterze. Faworytem był Joe Calzaghe, który bronił tytułu WBO po raz 18. Nikt nie spodziewał się, że Calzaghe tak łatwo pokona Lacy'ego. Calzaghe zwyciężył jednogłośnie na punkty, wygrywając każdą rundę oraz posyłając rywala na deski w ostatniej, 12 rundzie. Calzaghe do swojego tytułu WBO dołożył pas IBF oraz pas magazynu The Ring, który przyznawany jest dla najlepszego boksera tej kategorii. Calzaghe zadał łącznie 948 ciosy, z czego 351 doszło celu, natomiast Lacy - 444, z czego tylko 116 doszło do celu.
Na ring powrócił 2 grudnia 2006 roku, jego rywalem był dawny przeciwnik Vitaliy Tsypko. Walka była bardzo wyrównana i zakończyła się kontrowersyjnym punktowym zwycięstwem Lacy'ego (96-94, 96-94, 95-95). Komentujący walkę, Larry Merchant widział jako zwycięzcę Ukraińca, zaś ekspert HBO Harold Lederman wypunktował remis.

### Schyłek kariery
Pomimo 2 kolejnych punktowych wygranych nad Manfredo i Epifiano Mendozą, w kolejnej walce został pokonany wysoko na punkty przez Jermaina Taylora.
W 2009 roku jego przeciwnikiem był Roy Jones Jr. Roy nie prezentował się tak dobrze, jak kiedyś, ale wystarczyło, aby pokonać Lacy'ego poddanego w 10 rundzie. Ostatnią walkę stoczył w 2010 roku, przegrywając jednogłośnie na punkty z Dhafirem Smithem (23-19-7).
30 stycznia 2015 w Mashantucket w  Connecticut przegrał przez techniczny nokaut w czwartej rundzie w ośmiorundowym pojedynku z Kubańczykiem Sullivanem Barrerą (14-0-0).